# Saarilompolo, Norrbotten
Saarilompolo är en sjö i Övertorneå kommun i Norrbotten och ingår i Torneälvens huvudavrinningsområde.